# Судариков, Павел Александрович
Павел Александрович Судариков (24 октября 1972) — советский и российский футболист, защитник и полузащитник.

## Биография
Воспитанник СДЮШОР-2 Люблинского РОНО (Москва). На взрослом уровне дебютировал в 1989 году в соревнованиях КФК в составе «Торпедо» (Люберцы). В ходе сезона 1989 года перешёл в команду Футбольной школы молодёжи (выступавшую под названиями «СК ЭШВСМ», «Звезда» и «ТРАСКО»), провёл в её составе четыре года с перерывом. В 1993—1995 годах выступал за кемеровский «Кузбасс».
Летом 1995 года вместе с братом Алексеем перешёл в нижегородский «Локомотив». В его составе сыграл единственный матч в высшей лиге — 9 августа 1995 года против московского «Торпедо», вышел в стартовом составе, но уже на 25-й минуте был заменён.
В дальнейшем выступал за московские «Асмарал», МИФИ и «Торпедо-ЗИЛ», а также за «Междуреченск». В 1998 году завершил профессиональную карьеру, затем около десяти лет играл на любительском уровне за команды Москвы и области.
Окончил Московский областной государственный институт физической культуры (МОГИФК). Работал учителем физической культуры в московской школе № 1498, детским тренером в спортивном центре «Космос».

## Личная жизнь
Брат Алексей (род. 1971) и двоюродный брат Александр (род. 1969) тоже были профессиональными футболистами.